# Devonska utdöendet

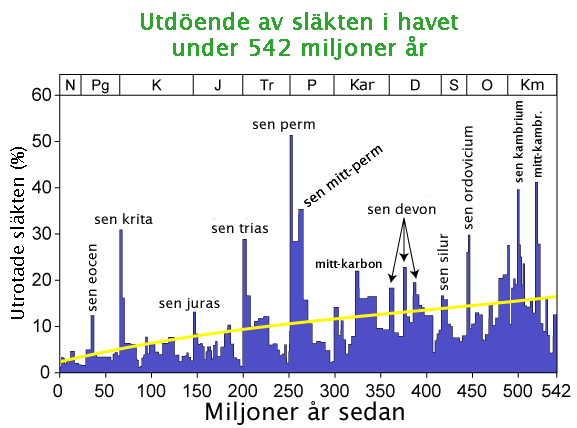
Jämförelse av de tre massdödsepisoderna under sena Devon med andra massdödar under jordens historia.

Det devonska utdöendet var ett av fem större massutdöenden i jordens historia.  En stor artdöd skedde i slutet av den geologiska perioden devon, för ungefär 364 miljoner år sedan.
Även om det är klart att artrikedomen sjönk kraftigt mot slutet av devon, är tidsspannet för denna minskning oklar; uppskattningarna varierar mellan 0,5 och 15 miljoner år. Det är inte heller klart om det rör sig om två stora eller många små utdöende-"pulser". 
Syrebrist i oceanbottnarna producerade oljerika skiffrar. Den devonska krisen påverkade främst havslivet, och främst varmvattendjur dog ut. Den viktigaste gruppen som dog ut var revbyggande organismer som stromatoporoideerna. Revsystemens kollaps var så total att nya rev (bildade av dagens koralldjur) inte började framträda i större skala förrän mesozoikum.